# Mircea Mihăieș
Mircea Mihăieș (n. 1 ianuarie 1954, Șagu, România) este un critic literar, eseist și publicist român contemporan.

## Biografie
După absolvirea liceului în Arad, a urmat facultatea de filologie a Universității din Timișoara, secția engleză-franceză. Este profesor universitar la catedra de limba și literatura engleză a Universității din Timișoara, unde predă cursuri de literatură engleză și americană. Este doctor în litere al Universității din București.
Este redactor-șef al revistei Orizont și editorialist politic la România literară și la Evenimentul zilei. Debutează în revista Orizont în 1979, iar în volum în anul 1989. Din 1981, corector, tehnoredactor și ulterior redactor la aceeași revistă, iar în 1990 devine redactor-șef. În anul 1991 a lucrat timp de mai multe luni în redacția revistei The New Republic. Din 1993 deține rubrica săptămânală Contrafort în revista România literară. 
Burse de studiu la Woodrow Wilson Center, National Forum Foundation, Washington, D.C.,  New York University etc. Din 2005 pînă în 2012 este vicepreședinte al Institutului Cultural Român.

## Volume publicate
- De veghe în oglindă (1989, ediția a II-a 2005), o analiză a speciei literare jurnalul intim
- Cartea eșecurilor. Eseuri despre rescriere (1989)
- Femeia în roșu (1990, ed. a II-a, 1997, ed. a III-a, 2003, ed. a IV-a, 2007, roman scris în colaborare cu Mircea Nedelciu și Adriana Babeți)
- Cărțile crude. Jurnalul intim și sinuciderea (1995, ed. a II-a, 2005), carte eseu despre relația dintre sinucidere și jurnalul intim
- Victorian Fiction (1998), sinteza preocupărilor sale de profesor de literatură engleză
- Masca de fiere (2000), publicistică
- Atlanticul imaginar (2002), studii de literatură engleză și americană
- Scutul lui Perseu. Nicolae Manolescu între oglinzi paralele (2003)
- Viața, patimile și cântecele lui Leonard Cohen, cu 32 de poeme traduse de Mircea Cărtărescu, Editura Polirom, (2005)
- Metafizica detectivului Marlowe  (2008) (tradus in Statele Unite in 2013)
- Despre doliu. Un an din viața lui Leon W. (2009, ed. a II-a, 2023)
- Ultimul Judt (2011)
- Ce ramine. William Faulkner și misterele ținutului Yoknapatawpha (2012)
- Istoria lui Corto Maltese: pirat, anarhist și visător (2014)
- Ulysses, 732. Romanul romanului (2016)
- O noapte cu Molly Bloom. Romanul unei femei (2019)
- Finnegans Wake, 628. Romanul întunericului (2021)
- A doua viață a lui Corto Maltese (2024)

A publicat șase volume în colaborare cu Vladimir Tismăneanu: 
- Balul mascat (1996)
- The Neighbors of Franz Kafka. The Novel of a Neurosis / Vecinii lui Franz Kafka. Romanul unei nevroze (1998)
- Încet, spre Europa. Un dialog cu Mircea Mihăieș (2000)
- Schelete în dulap (2004)
- Cortina de ceață (2008) - amplă încercare de a înțelege istoria tranziției din România.
- O tranziție mai lungă decât veacul. România după Ceaușescu (2011)
- Războiul de 30 de zile: jurnal colectiv de campanie. Contributori: Mircea Mihăieș, Toma Roman, Tia Șerbănescu, Cornel Nistorescu, Alina Mungiu-Pippidi, Vladimir Tismăneanu, Grigore Cartianu, Sorin Roșca Stănescu, Andrei Cornea, Ioana Lupea, Andrei Oișteanu, Cristian Pîrvulescu, Doina Jela, Sever Voinescu, Ovidiu Șimonca, Cristian Ghinea, Robert Turcescu, Ion Cristoiu, Carmen Mușat; Ed. Curtea Veche, 2007

## Volume colective
- Cartea cu bunici, coord. de Marius Chivu -  Gabriela Adameșteanu, Radu Afrim, Iulia Alexa, Adriana Babeți, Anamaria Beligan, Adriana Bittel, Ana Blandiana, T. O. Bobe, Lidia Bodea, Emil Brumaru, Alin Buzărin, Alexandru Călinescu, Matei Călinescu, Daniela Chirion, Livius Ciocârlie, Adrian Cioroianu, Alexandru Cizek, Andrei Codrescu, Denisa Comănescu, Radu Cosașu, Dana Deac, Florin Dumitrescu, B. Elvin, Cătălin Dorian Florescu, Filip Florian, Matei Florian, Șerban Foarță, Emilian Galaicu-Păun, Vasile Gârneț, Cristian Geambașu, Dragoș Ghițulete, Cristian Ghinea, Bogdan Ghiu, Stela Giurgeanu, Adela Greceanu, Bogdan Iancu, Nora Iuga, Doina Jela, Alexandra Jivan, Ioan Lăcustă, Florin Lăzărescu, Dan Lungu, Cosmin Manolache, Anca Manolescu, Angela Marinescu, Virgil Mihaiu, Mircea Mihăieș, Călin-Andrei Mihăilescu, Dan C. Mihăilescu, Vintilă Mihăilescu, Ruxandra Mihăilă, Lucian Mîndruță, Adriana Mocca, Cristina Modreanu, Ioan T. Morar, Ioana Morpurgo, Radu Naum, Ioana Nicolaie, Tudor Octavian, Andrei Oișteanu, Radu Paraschivescu, Horia-Roman Patapievici, Dora Pavel, Irina Petraș, Cipriana Petre, Răzvan Petrescu, Marta Petreu, Andrei Pleșu, Ioan Es. Pop, Adina Popescu, Simona Popescu, Radu Pavel Gheo, Tania Radu, Antoaneta Ralian, Ana Maria Sandu, Mircea-Horia Simionescu, Sorin Stoica, Alex Leo Șerban, Robert Șerban, Tia Șerbănescu, Cătălin Ștefănescu, Pavel Șușară, Iulian Tănase, Antoaneta Tănăsescu, Cristian Teodorescu, Lucian Dan Teodorovici, Călin Torsan, Traian Ungureanu, Constanța Vintilă-Ghițulescu, Ciprian Voicilă, Sever Voinescu; Ed. Humanitas, 2007;

## Afilieri
- Membru al Uniunii Scriitorilor din România
- Membru al PEN Club Român

## Premii
- Premiul pentru proză al Uniunii Scriitorilor din România (1990)
- Premiul pentru critică al Uniunii Scriitorilor din România (1995)
- Personalitatea culturala a anului 2008 în Timișoara (Asociația Culturală Avangart)
- Premiul pentru critică literară pe anul 2008 al Uniunii Scriitorilor din România - Filiala Timișoara
- Premiul „Cartea anului 2009”, acordat de ARIEL
- Premiul pentru Critică literară / Eseu / Istorie literară pe anul 2009 al Uniunii Scriitorilor din România
- Scriitorul anului 2016 pentru volumul Ulysses 732